# Світло і сповідь ч.1
Світло і сповідь ч.1 — п'ятий студійний альбом львівського гурту «Плач Єремії». Виданий у 2003 році.

## Композиції
1. Із янголом на плечі
2. Дерев'яна зозуля…
3. Я запитаю тебе в темряві…
4. Ти не маєш довкола свічадонька жодного…
5. Пречисті голоси…
6. Од вікна і до ставу…
7. Татку, а троє дерев…
8. Не відаю де…
9. Coda Насниться тобі…
10. Відшукування причетного
11. День відходить…
12. Літо
13. Я так довго мовчав… (Уривок з поеми «Говорити, мовчати і говорити знову»)